# Hram Svete mučenice Nedjelje u Dobriču
Hram Svete mučenice Nedjelje u Dobriču hram je eparhije zahumsko-hercegovačka i primorska koji se nalazi u naselju Dobriču na teritoriju grada Širokog Brijega. Hram pripada parohiji Trećoj mostarskoj.
Hram Svete mučenice Nedjelje jedini je objekt Srpske pravoslavne Crkve, na teritoriju grada Širokog Brijega i teritoriju Županije Zapadnohercegovačke. Nalazi se u zaseoku Podulica, naseljenog mjesta Dobrič koje je jedino mjesto na teritoriji grada Širokog Brijega gdje pravoslavci danas žive.
Hram je prvobitno izgrađen 1977. godine. Tijekom rata u Bosni i Hercegovini poharan je i opustošen. Sveta liturgija služi se jednom godišnje jer narod iz Dobriča često dolazi u Mostar na liturgiju. Hram Svete mučenice Nedjelje u potpunosti je obnovljen 2015. godine. Obnova hrama iz unutra i vani, kao i zida oko porte, izvršena je uz pomoć Ministarstva raseljenih osoba i izbjeglica Federacije Bosne i Hercegovine, uz posebno zalaganje Edina Ramića i Slobodana Tomića, delegata u Domu naroda Parlamenta Federacije Bosne i Hercegovine.